# Theodor Friedl
Theodor Friedl (13. února 1842, Vídeň – 5. září 1900, osada Kirchau, tržní obec Warth, Dolní Rakousko) byl rakouský sochař období historismu, v pozdní tvrorbě i s prvky secese.

## Životopis
Friedl vystudoval sochařství na Akademii výtvarných umění ve Vídni pod vedením Antona Dominika Fernkorna. Měl tehdy ateliér v budově bývalé Ditrichštejnské knížecí jezdecké školy (Fürstlich-Dietrichsteinsche Reitschule) na Liechtensteinstraße 37 ve Vídni. Mezi jeho první hlavní zakázky patřily architektonické plastiky pro Vídeňskou burzu cenných papírů z roku 1877, které vytvořil ve spolupráci s dánsko-rakouským architektem Theophilem Hansenem, jedním z hlavních představitelů stylu novoklasicismu a novorenesance 19. století. Do čtyřúhelníku zakomponoval šest trojrozměrných soch a pod korunní římsu řadu vlysových panelů s dekorativními motivy.
V roce 1877 rovn+ž navázel dlouhodobou pracovní spolupráci s ateliérem vídeňských architektů Fellnera a Helmera. Vytvářel jak skulptury, tak architektonické plastiky a štukovou dekoraci na palácích a činžovních domech při výstavbě Ringstraße ve Vídni. Pracoval také mimo Vídeň na četných budovách divadel v Monarchii, kde prováděl variace svých vídeňských realizací z Ringstraße, v novoklasicistním nebo obecně historizujícím stylu, a to v Sofii, Brně, Berlíně atd. 
Je také autorem sochařské výzdoby tří českých divadel: průčelí a loží Státní opery Praha,  brněnského Mahenova divadla a Městského divadla v Karlových Varech, pro něž vytvořil sochy v průčelí, na attice i architektonickou plastiku ve foyeru a v lóžích.
Friedl byl pohřben na Centrálním hřbitově ve Vídni. Jeho čestný hrob zdobí reliéfní portrét vytvořený sochařem Leopoldem Kosigem.

## Dílo (výběr)

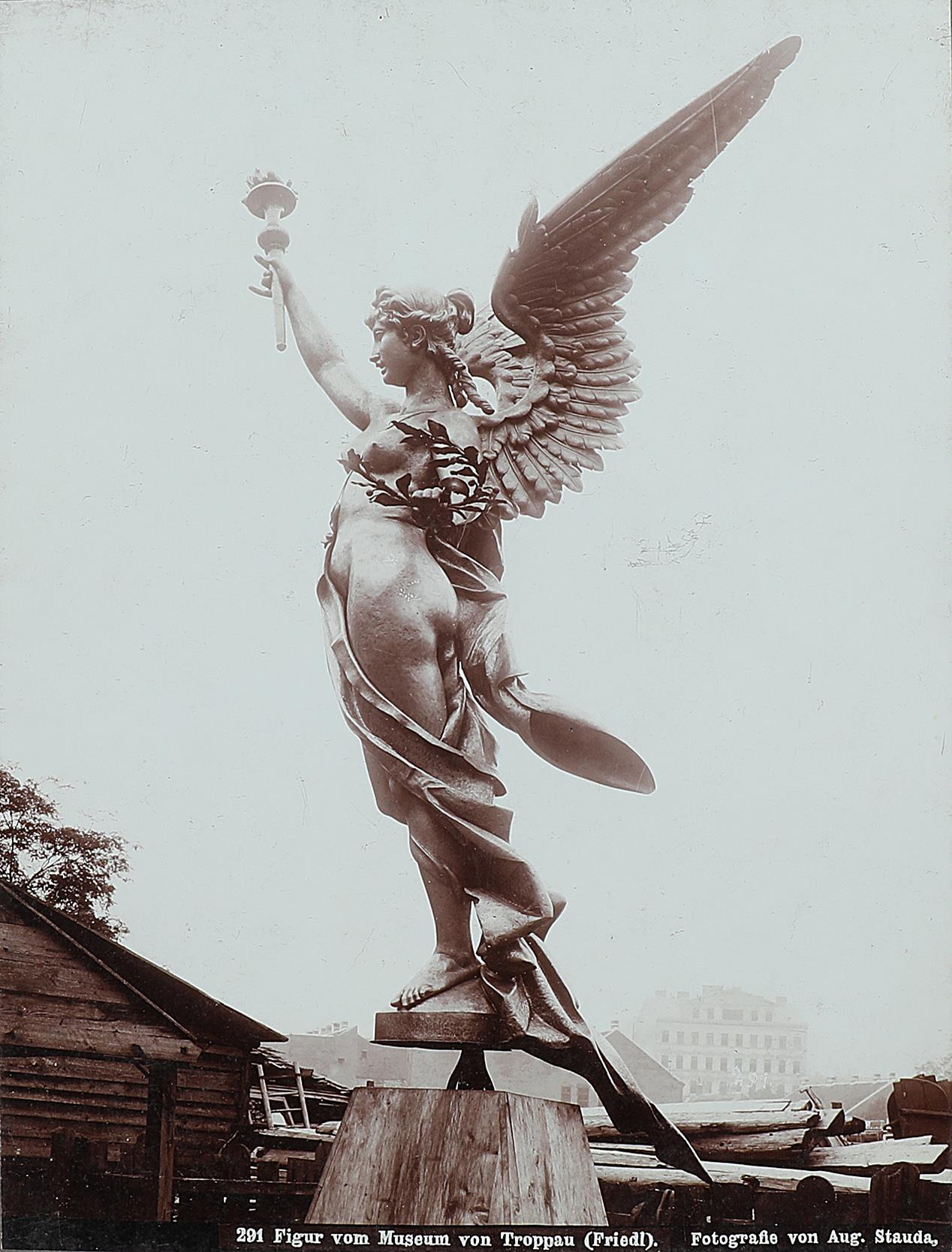
Bohyně vítězství, 1897, Slezeské zemské muzeum Opava

- Architektonická plastika, reliéfy a štukatury, Vídeň, arkádové domy na Reichsratsstraße 9-11), 1880–1883
- Amor a Psyche (Vídeň, Rakouská národní galerie Belvedere), 1881–82, mramor, v. 192 cm
- Skupina soch: Zkrocení koně, Rossebändigergruppe (Vídeň, Maria Theresien Platz), 1893
- Sousoší Kybelé se lvy a dekorativní plastika fasády, Vídeňská burza, (Wiener Börse)), pro architekta Theophila Hansena, 1877
- Dvě finální sochy Pegasa pro Městské divadlo v Augsburgu, pro architekty Fellner & Helmer, 1877 (odstraněny)
- Vnější a vnitřní práce v Mahenově divadle, Brno, 1882, pro Fellner & Helmer, 1882.[3]
- Sochy múz (na atice) a 2 gryfů (na schodišti), a reliéfy v interiéru, Městského divadla Karlovy Vary, součást projektu vídeňské firmy Fellner & Helmer, 1886.[4]
- Sochařská výzdoba fasády a další sochy,  Státní opera Praha , pro firmu Fellner & Helmer a další architekty, 1888.[1]
- Reliéfy liberecké radnice, Liberec, Česko, architekt Franz Neumann, 1893
- Reliéfy v Komické opeře v Berlíně, pro firmu Fellner & Helmer, 1892.[5]
- Nástropní reliéfy v holandské a italské síni v paláci Lanckorońských ve Vídni, pro firmu Fellner & Helmer, 1895
- Sousoší Únos Persefony, spolupráce August Stauda, Palác Kranz v Argentinierstraße, Vídeň, 1897
- Socha bohyně Vítězství (Niké) s planoucí pochodní, spolupráce August Stauda, atika Slezského zemského muzea v Opavě, 1897

## Galerie

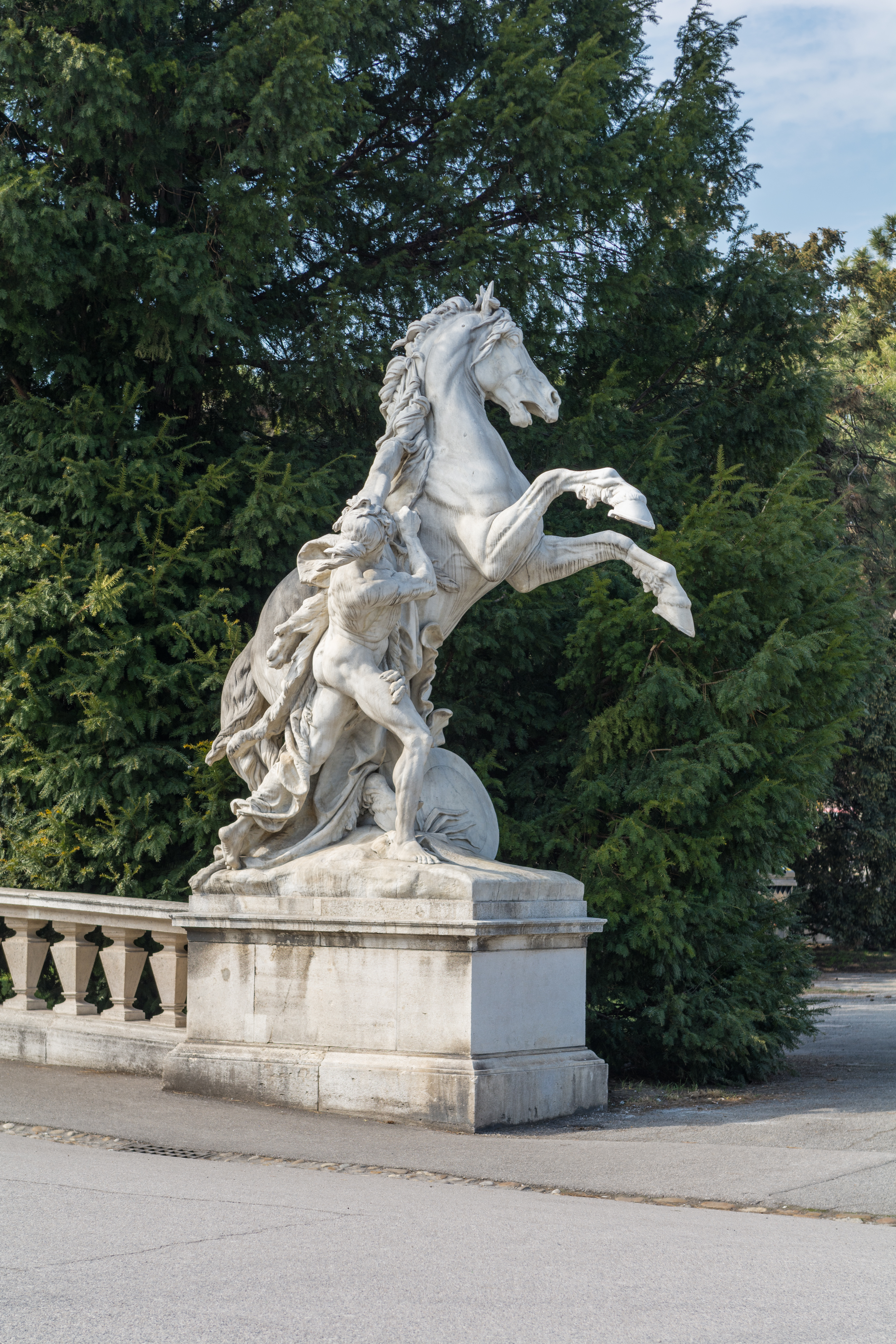
Zkrocení koně. Vídeň, Maria Theresien Platz.
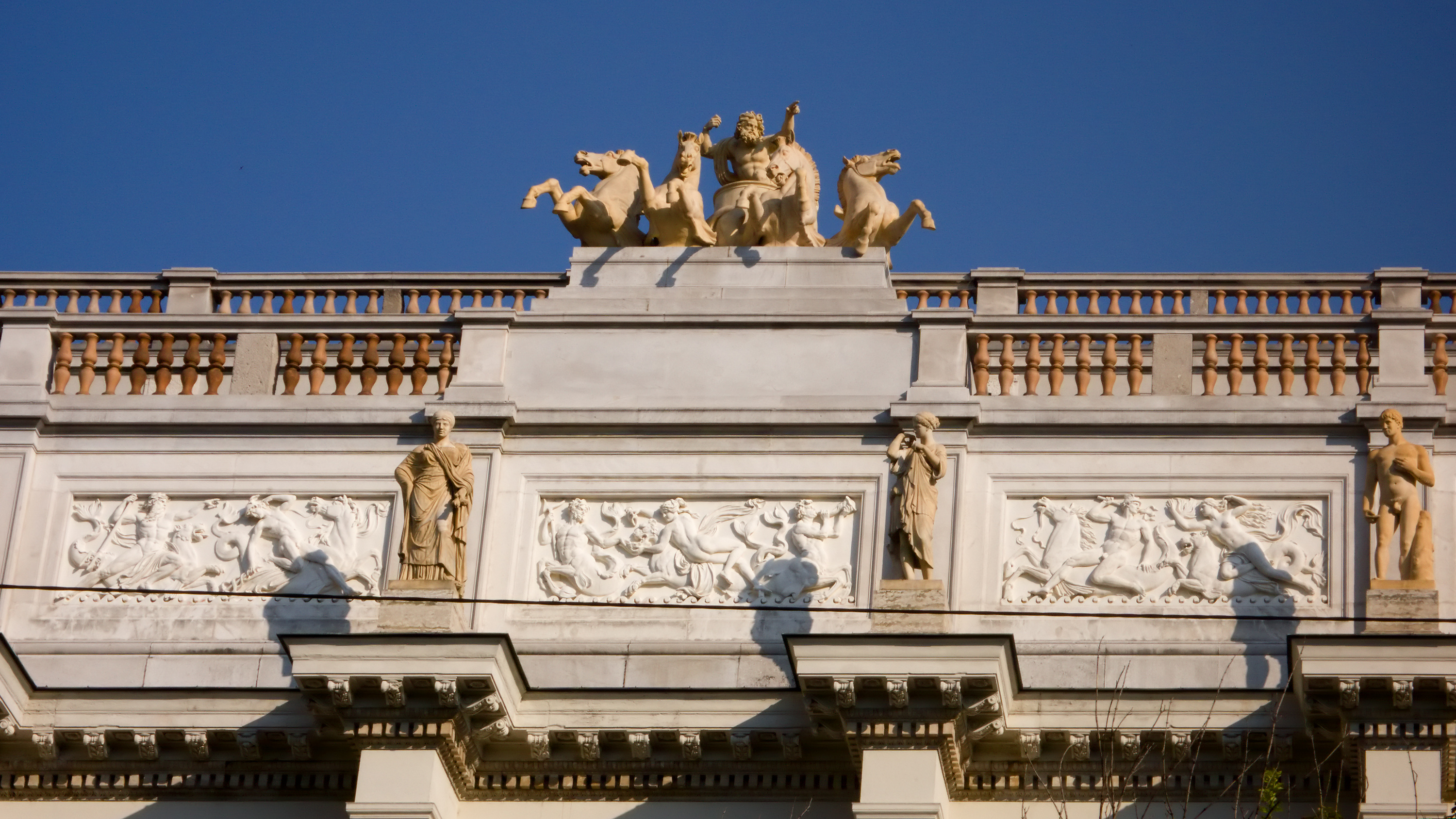
Burza cenných papírů Vídeň
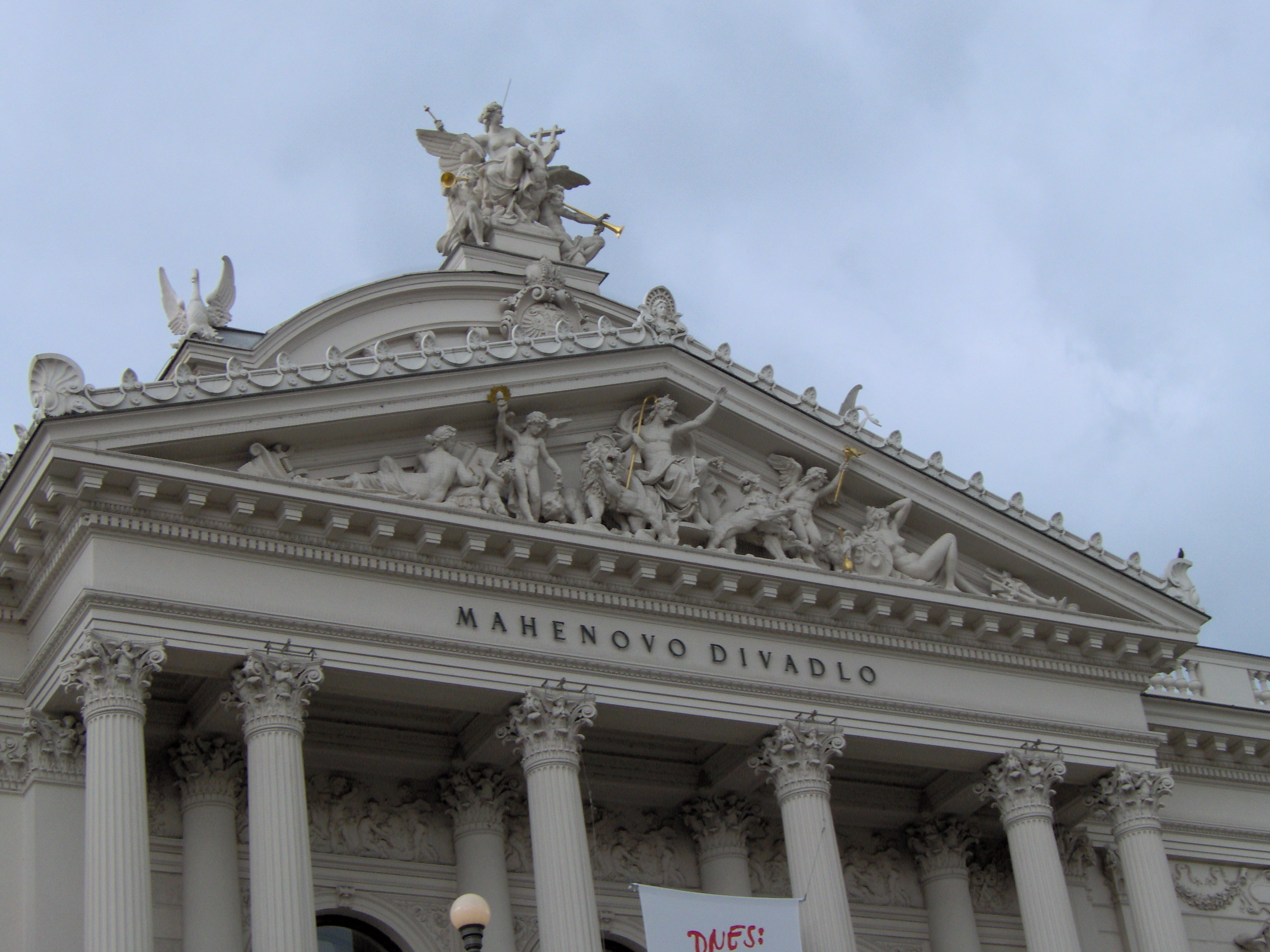
Mahenovo divadlo Brno
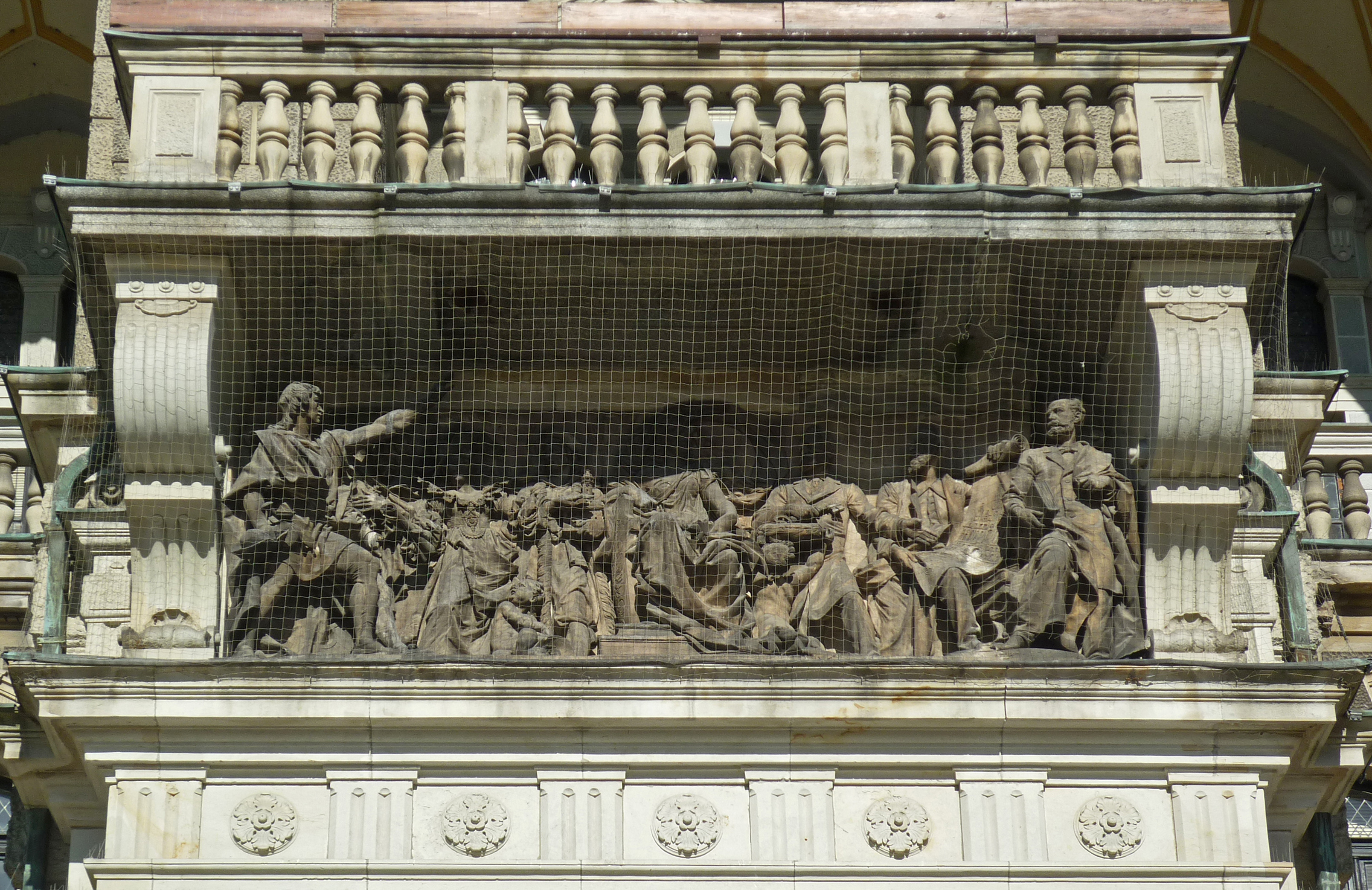
Reliéf na liberecké radnici
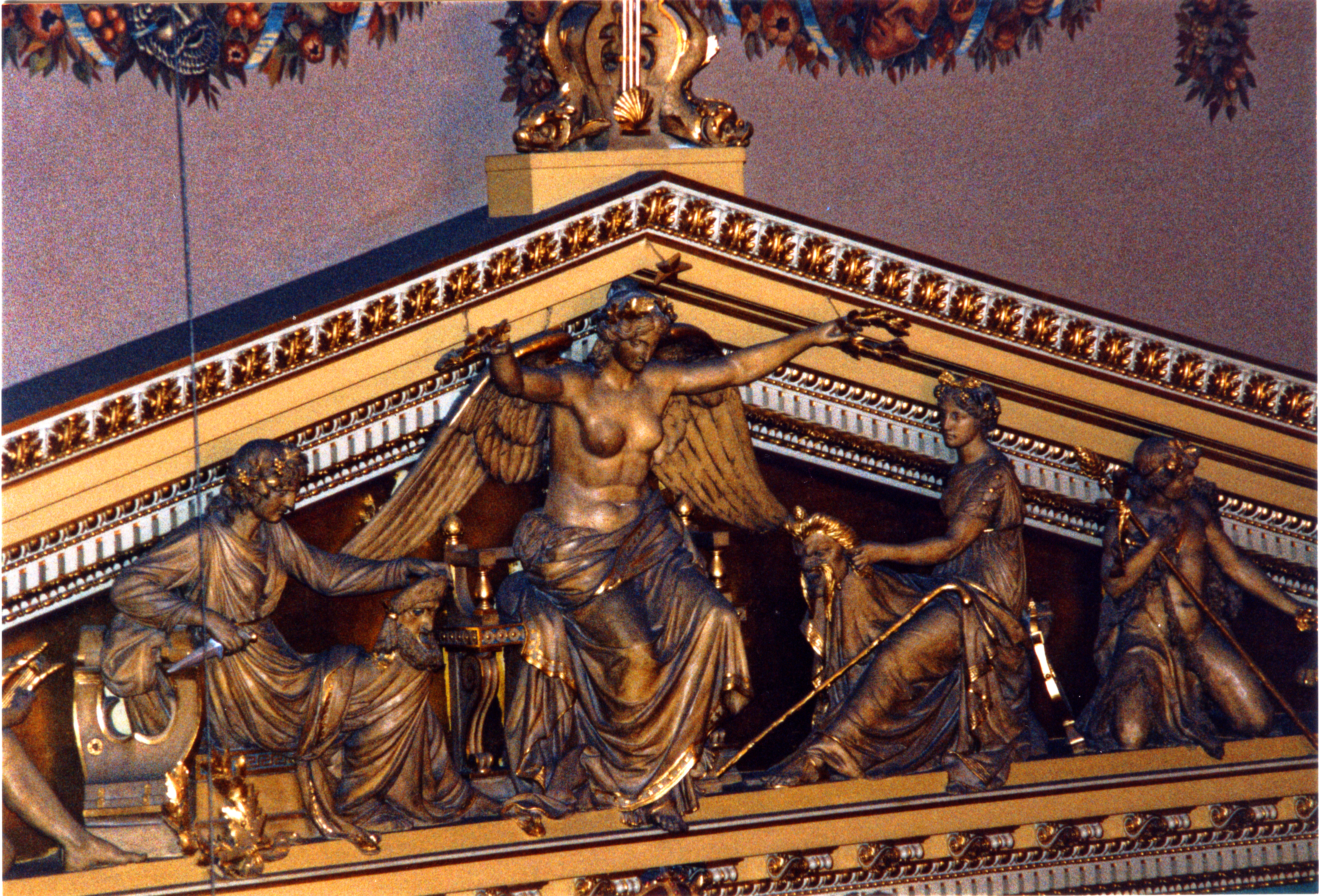
Státní opera Praha. Tympanon s reliéfem